# Choroba Minamata
Minamatská choroba (japonsky 水俣病, Hepburnův přepis Minamata-byō) někdy zmiňována jako Nemoc Chisso-Minamata (japonsky チッソ水俣病, Chisso-Minamata-byō) je neurologické onemocnění zapříčiněné otravou rtutí. Mezi příznaky náleží ataxie, hypestezie rukou a nohou, generalizovaná myastenie, ztráta periferního vidění, poškození sluchu a vady řeči. V krajních případech propuká šílenství, dochází k ochrnutí, postižený upadá do kómatu a smrt nastává po týdnech od nástupu choroby. Vrozená forma nemoci může také zapříčinit poškození plodu.
Minamatská choroba se poprvé objevila v Japonsku v roce 1956 v Minamatě v prefektuře Kumamoto. Příčinou byla dimethylrtuť v odpadních vodách, kterými chemická továrna Chisso mezi lety 1932 a 1968 zamořovala okolí. Je možné, že část síranu rtuťnatého usazená v sedimentech byla bakteriemi metabolizována na metylrtuť. V Minamatském zálivu a v Jacuširském moři došlo k bioakumulaci a biomagnifikaci vysoce toxických látek v tělech mořských bezobratlých a ryb a po jejich konzumaci se u místních obyvatel rozvinula otrava rtutí. Ačkoli kočky, psi, prasata i lidé hynuli po 36 let, úřady i továrna učinily jen málo k ochraně před epidemií. Postižení zvířat bylo natolik zřejmé, že u koček se pro něj ujalo pojmenování „horečka tančících koček“.
V květnu 2001 úřady registrovaly 2 265 nemocných Minamatskou chorobou (z nich 1 784 zemřelo) a více než deseti tisícům lidí vyplatila Chisso odškodnění. K roku 2004 vyplatila Chisso Corporation 86 milionů USD na kompenzacích a v témže roce dostala nařízeno odstranit znečistění. Do té doby nezaregistrovaní nemocní se domohli odškodnění 29. března 2010.
Podruhé propukla Minamatská nemoc v roce 1965 v prefektuře Niigata. Původní Minamatská nemoc a niigatská epidemie patří v Japonsku ke čtyřem velkým epidemiím (japonsky 四大公害病, yondai kōgai-byō), které byly zapříčiněny znečištěním průmyslovým odpadem.

## 1908–1955
Chemická továrna Chisso Corporation byla v Minamatě otevřena v roce 1908. Zpočátku vyráběla strojená hnojiva, podobně jako další podniky prudce se rozvíjejícího chemického průmyslu, později se zaměřila mj. i na produkci acetylenu, acetaldehydu, kyseliny octové, vinylchloridu a oktanolu. Před i po druhé světové válce patřila v Japonsku k nejpokročilejším v oboru. Odpady vznikající při výrobě odcházely z továrny odpadní vodou do Minamatského zálivu a poškozovaly životní prostředí. Snižující se úlovky těžce dopadaly na průmyslové rybaření a proto musela Chisso vyplácet náhrady, místní rybářská společenství dosáhla dvou samostatných dohod o finančních náhradách, první v roce 1926 a další v roce 1943.
Rychlý rozvoj chemické továrny povzbudil místní ekonomiku a z prosperity těžila i obec. Při absenci jiného průmyslu to znamenalo, že Chisso měla v Minamatě značný vliv. V jednu chvíli více než polovina daňových příjmů města pocházela od společnosti Chisso a jejích zaměstnanců a společnost spolu s dceřinými společnostmi vytvářela čtvrtinu všech pracovních míst. Dokonce byla Minamata nazývána hradním městem Chisso s odkazem na hlavní města feudálních vládců období Edo.
Produkci acetaldehydu zahájila továrna v roce 1932, kdy vyrobila 210 tun. Do roku 1951 roční produkce vzrostla na 6 000 tun a vrcholu (45 245 tun) dosáhla v roce 1960. Podíl Chisso v tomto období činil čtvrtinu až třetinu celkové produkce acetaldehydu v Japonsku. Při chemické reakci produkující acetaldehyd se jako katalyzátor používal síran rtuťnatý. V srpnu 1951 začal být jako kokatalyzátor používán namísto oxidu manganičitého sulfid železnatý. Vedlejší reakce katalytického cyklu vyprodukovala malé množství (okolo 5 %) organických sloučenin rtuti, především methylrtuti. Tato vysoce toxická sloučenina se do Minamatského zálivu dostávala od výměny kokatalyzátoru v roce 1951 až do roku 1968, kdy byla výrobní metoda opuštěna.

## 1956–1959
Pětiletá dívka byla 21. dubna 1956 vyšetřena v podnikové nemocnici společnosti Chisso v Minamatě, městě ležícím v jižní části ostrova Kjúšú na západním pobřeží. Příznaky lékaře překvapily: obtížná chůze, obtíže při řeči a křeče. Od dva dny později její mladší sestra vykázala stejné příznaky a byla rovněž hospitalizována. Jejich matka řekla lékařům, že dívka v sousedství má podobné obtíže. Lékaři prošli dům od domu a nalezli dalších osm postižených, které hospitalizovali. Ředitel nemocnice oznámil 1. května místnímu orgánu veřejné zdravotní péče propuknutí „epidemie neznámé choroby, která postihuje centrální nervovou soustavu“. Byl to první oficiální záchyt Minamatské nemoci.
Místní úřady a lékaři různých odborností vytvořili koncem května 1956 Výbor pro určení zvláštní choroby (japonsky 奇病対策委員会, Kibyō Taisaku Iinkai). U vědomí, že nemoc zasáhla omezenou lokalitu, měli podezření, že je nakažlivá, proto preventivně umístili pacienty do izolace a jejich obydlí dezinfikovali. Ačkoli infekčnost nemoci se nepotvrdila, toto první opatření přispělo ke stigmatizaci a diskriminaci, kterým byli postižení v místním společenství vystaveni. Během vyšetřování Výbor zaznamenal překvapivá svědectví podivného chování koček a dalších zvířat volně žijících v okolí domovů postižených. Asi od roku 1950 jsou pozorovány podivnosti v chování koček, které dostávají křeče, běsní a uhynou. Místní tomu, kvůli nevyzpytatelnému pohybu zvířat, říkali „kočičí taneční nemoc“ (japonsky 猫踊り病, neko odori byō). Byly pozorovány vrány padající z nebe, vymizení řas z mořského dna a mrtvé ryby na mořské hladině. Když Výbor našel ohnisko nákazy, přizval k výzkumu vědce z univerzity v Kumamotu.
Vědecká skupina na Kumamotské univerzitě byla sestavena 24. srpna 1956. Vědci z lékařské fakulty začali pravidelně navštěvovat Minamatu a přijímali pacienty do univerzitní nemocnice na podrobná vyšetření. Postupně byl stanoven úplnější soubor příznaků. Nemoc se rozvíjela bez varování, přičemž si pacienti stěžovali na ztrátu citlivosti rukou a nohou. Nedokázali uchopit malé předměty nebo zapnout knoflíky. Při běhu či chůzi klopýtali, hlas se jim měnil a řada nemocných uváděla potíže se zrakem, sluchem a s polykáním. Zpravidla se příznaky zhoršovaly, následovaly silné křeče, kóma a nakonec smrt. Do října 1956 bylo diagnostikováno 40 nemocných, z nich 14 zemřelo. Úmrtnost dosáhla alarmujících 35 %.

### Hledání původce
Vědci z univerzity se také začali zabývat příčinou záhadné nemoci. Zjistili, že oběti jsou často ze stejné rodiny, která žije v rybářských vesničkách na březích Minamatského zálivu. Základním jídlem postižených byly vždy ryby a jiní mořští živočichové ze zálivu. Místní kočky, které se přiživovaly u rodinného stolu, pošly s příznaky podobnými těm, které se začaly objevovat u lidí. To přivedlo vědce k přesvědčení, že příčinou je otrava jídlem, přičemž hlavními podezřelými jsou kontaminované ryby a měkkýši.
Konečně 4. listopadu vědci oznámili zásadní zjištění: „Minamatská choroba je nejspíše otravou těžkým kovem, který se pravděpodobně dostává do lidského těla převážně z ryb a měkkýšů.“

### Příčinou je rtuť
Jakmile šetření prokázalo příčinnou souvislost mezi onemocněním a těžkým kovem, okamžitě se pozornost obrátila k odpadním vodám z továrny Chisso. 

## 1959

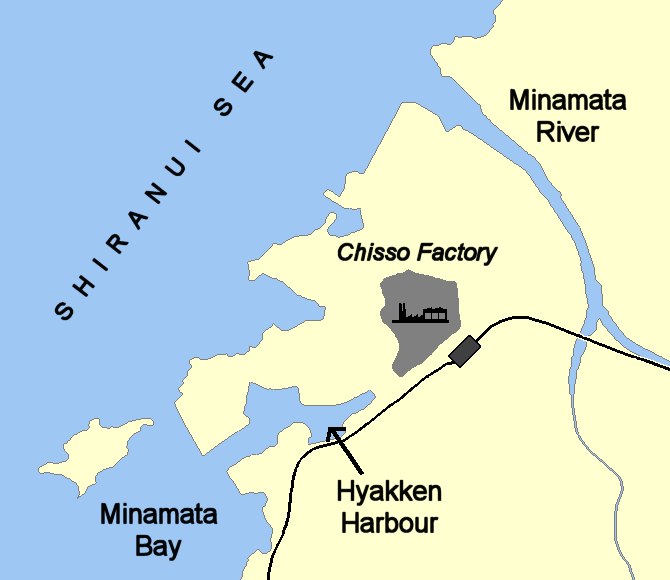
Továrna Chisso a cesty odpadních vod

Poté, co během zkoumání vědci z univerzity v Kumamotu byl za příčinu označen těžký kov, všeobecně se předpokládalo, že zdrojem kontaminace je chemička Chisso. Ta začala být blíže zkoumána a v reakci na kritiku změnila cestu odpadních vod. Ve firmě věděli o škodách na životním prostředí, které odpadní vody působily a dobře si uvědomovali, že při vyšetřování příčin Minamatské nemoci jsou hlavními podezřelými. Přesto od září 1958 místo vypouštění odpadu do přístavu Hyakken (kam se soustředil výzkum a hledání zdroje kontaminace) začalo vypouštělo odpadních vod přímo do řeky Minamata. Okamžitým výsledkem byl úhyn ryb v ústí řeky a od tohoto okamžiku se v rybářských vesnicích nahoru a dolů po pobřeží Jacuširského moře začaly objevovat nové případy onemocnění, neboť znečištění se rozšířilo na ještě větší plochu.
Chemička nehodlala spolupracovat s týmem výzkumníků Kumamotské university. Zadržovala údaje o průmyslových procesech a nechala vědce hádat, jaké výrobky produkuje a jaké procesy využívá. Ředitel podnikové nemocnice 
Hadžime Hosokawa zřídil v červenci 1959 ve výzkumné divizi podniku laboratoř, aby v ní mohl provádět vlastní výzkum nemoci. Zdravé kočky krmil žrádlem, do kterého přidával odpadní vodu. Po sedmdesáti osmi dnech vykázala kočka č. 400 příznaky Minamatské nemoci a patologické vyšetření potvrdilo otravu organickou rtutí. Chemička nezpřístupnila závažné výsledky výzkumníkům a nařídila Hosokawovi, aby výzkum zastavil.
Ve snaze podkopat teorii organické rtuti vědců Kumamotské university, Chisso a další mající zájem na tom, aby továrna dál vyráběla (mezi nimi Ministerstvo zahraničního obchodu a průmyslu a Japonská asociace chemického průmyslu), financovali výzkum alternativních příčin nemoci.

### Nakládání s odpadní vodou – odškodnění rybářů a nemocných v roce 1959
Ministerstvo zahraničního obchodu a průmyslu nařídilo 21. října 1959 společnosti Chisso, aby vrátila odtok odpadních vod z řeky zpět do přístavu Hyakken a aby urychlila instalaci systémů pro čištění odpadních vod. Chisso instalovala čisticí systém Cyclator a slavnostně jej spustila 19. prosince 1959. Aby demonstroval nezávadnost, vypil prezident firmy sklenku vody, která údajně prošla čisticím systémem. Ve skutečnosti odpadní vody z výroby acetaldehydu neprocházely čisticím systémem a společnost dobře věděla, že obsahují rtuť a u koček způsobují Minamatskou nemoc. Svědectví podané v soudním procesu, který později řešil onemocnění v Niigatě, potvrdilo, že Chisso věděla, že Cyclator je naprosto neúčinný: „Čisticí nádrž byla instalována na společenskou objednávku a nedělala nic pro odstranění organické rtuti.“
Klam úspěšně posloužil, skoro všichni zúčastnění byli podvedeni a setrvávali v domnění, že odpadní voda z továrny je od prosince 1959 neškodná. Tento rozšířený předpoklad znamenal, že lékaři neočekávali, že se objeví noví pacienti. To způsobilo četné problémy v následujících letech, protože znečistění sice pokračovalo, avšak v hlavách většiny lidí byl problém vyřešen.

## 1959–1969
Mezi uzavřením prvních dohod o „sympatických penězích“ v roce 1959 a prvními právními kroky proti Chisso v roce 1969 uplynula doba, které se říká „deset let ticha“. Ačkoli pacienti ani rybáři nebyli nečinní, nedostalo se jim společenského uznání a ani média si jich moc nevšímala.

### Znečisťování pokračuje
Navzdory téměř všeobecnému přesvědčení čistírny odpadních vod instalované v prosinci 1959 neměly žádný vliv na množství organické rtuti vypouštěné do Jacuširského moře. Znečistění se nadále rozšiřovalo a s ním i onemocnění. Na přelomu roku 1960/61 provedly úřady prefektur Kumamoto a Kagošima společný výzkum výskytu rtuti ve vlasech lidí žijících kolem Jacuširského moře. Výsledky potvrdily, že organická rtuť se rozšířila po celém vnitrozemském moři a že lidé byli stále otravování kontaminovanými rybami. Bylo zjištěno, že stovky lidí mají ve vlasech hladiny rtuti vyšší než 50 ppm, což je úroveň, při které pravděpodobně utrpí poškození nervů. Nejvyšší zaznamenaný výsledek byl u ženy z ostrova Gošoura, v jejím vzorku bylo naměřeno 920 ppm.
Prefekturální úřady nezveřejnily výsledky a neudělaly nic v reakci na provedené průzkumy. Účastníci, kteří poskytli vzorky vlasů, nebyli informováni o výsledku, ačkoli o to požádali. Následná studie provedená o deset let později zjistila, že mnoho z nich v mezičase z „neznámých příčin“ zemřelo.

### Vrozená nemoc
Místní lékaři a zdravotnické orgány si již dlouhou dobu všímali neobvykle vysokého výskytu dětské mozkové obrny a dalších vývojových vad. Spousta odborníků, mezi nimi Masazumi Harada, se začala v roce 1961 znovu zabývat dětmi s diagnózou mozkové obrny. Symptomy u dětí se shodovaly s těmi, které vykazovali dospělí, ale většina matek žádné chorobné příznaky neměla. Fakt, že se děti narodily až po propuknutí nemoci a nikdy nejedly kontaminované ryby, přivedl matky k přesvědčení, že děti nejsou postižené. Tenkrát se odborníci domnívali, že placenta chrání plod před toxiny v krvi, což platí pro většinu toxinů, ale nikoli pro methylrtuť. Tehdy nebylo známo, že placenta funguje právě opačně: matčinu krev zbavuje methylrtuti a ta se následně koncentruje v plodu.
Po několika letech výzkumů a po pitvě dvou dětí dospěli lékaři k závěru, že děti trpí dosud nedokumentovanou vrozenou formou Minamatské nemoci. Výbor se sešel 29. listopadu 1962 a usnesl se, že dvě mrtvé děti a 16 živých trpí nemocí a tudíž by měly dostat odškodnění v souladu s dohodou se společností Chisso z roku 1959.

### Propuknutí choroby v Niigatě
Minamatská nemoc propukla znovu v roce 1965, tentokrát na březích řeky Agano v prefektuře Niigata. Znečišťovatelem byla továrna patřící konglomerátu Showa Denko, která užívala rtuťový katalyzátor v chemickém procesu velmi podobném onomu užívanému společností Chisso v Minamatě. Od podzimu 1964 do jara 1965, stejně jako Minamatě, bylo u koček žijících na březích řeky Agano pozorováno běsnění předcházející smrti. Netrvalo dlouho a objevili se nemocní se stejnými příznaky, které měli pacienti žijící na břehu Jacuširského moře. Na veřejnost se zpráva dostala 12. června 1965. Vědci z Kumamotské univerzity a Hadžime Hosokawa, který v roce 1962 odešel z podnikové nemocnice Chisso, využili zkušenosti a v září 1966 vydali zprávu prokazující, že příčinou nemoci v Niigatě je znečištění pocházející z chemické továrny.
Na rozdíl od těch v Minamatě žili znečištěním postižení v Niigatě ve značné vzdálenosti od továrny a neměli žádné zvláštní vztahy s firmou Showa Denko. Proto jim byla místní společnost mnohem více nakloněna a žaloba proti firmě byla podána v březnu 1968, jen tři roky po objevení prvních nemocných.
Události v Niigatě výrazně přispěly ke změně postojů k tomu, co se stalo v Minamatě. Výzkum provedený v Niigatě si vynutil znovuposouzení závěrů z Minamaty a rozhodnutí pacientů z Niigaty žalovat společnost, odkud pocházelo znečištění, inspiroval obdobný postup v Minamatě. Masazumi Harada prohlásil: „Může to znít divně, ale pokud by nemoc nepropukla podruhé, medicínský a sociální pokrok nyní dosažený v Kumamotu… by byl nemožný.“
Zhruba ve stejné době se v Japonsku na titulní strany dostaly další onemocnění související s průmyslovým znečištěním. Občanské sdružení založili postižení nemocí itai-itai a v dalším se sdružili postižení jokkaičiským astmatem a v září 1967 resp. v březnu 1968 zažalovali původce znečištění. Zmíněné choroby jsou v Japonsku známy pod společným názvem (japonsky 四大公害病, yondai kōgai-byō).
Pomalu, ale jistě docházelo v Minamatě a v celém Japonsku ke změnám nálady. Pacienti z Minamaty zjistili, že veřejnost postupně začíná být vnímavější. To vyvrcholilo v roce 1968 zřízením Komise občanů pro nemoc Minamata, která měla být hlavní oporou nemocným. Zakládající členkou Komise občanů byla místní hospodyňka Mičiko Išimure, která později toho roku vydala knihu básnivých esejí (japonsky 苦海浄土―わが水俣病, Kukai džódo waga Minamata), jež byla příznivě přijata.

## Demokratizace jako průvodní jev
Podle amerického specialisty na japonské dějiny, profesora Timothyho S. George, se zdá, že doprovodné ekologické protesty pomohly demokratizaci Japonska. Zprávy o prvních případech byly záhy potlačeny a obětem nebyla přiznána žádná práva a nebyla jim poskytnuta žádná náhrada. Místo toho byli postižení kvůli nevědomosti vyloučeni ze své komunity, neboť se ostatní lidé obávali, že nemoc je nakažlivá.
Lidé, kteří byli přímo zasaženi znečištěním Minamatského zálivu, se zprvu nemohli účastnit akcí, které by ovlivnily jejich budoucnost. Z debaty byly vyloučeny oběti, rybářské rodiny a zaměstnanci společnosti. Pokrok nastal, když oběti z Minamaty konečně mohly přijít, aby o záležitosti diskutovaly. Tím poválečné Japonsko učinilo malý krok k demokracii.

## Kultura a společnost
Na neštěstí odkazuje refrén písně Kepone Factory od Dead Kennedys z alba In God We Trust, Inc..

### V médiích
W. E. Smith
Dokumentarista Noriaki Cušimoto natočil řadu filmů, první z nich Minamata: Kanja-san to sono sekai měl premiéru v roce 1971. Zachycuje v nich osudy postižených a jejich úsilí ve sporech s úřady a s firmou Chisso. Další film měl premiéru v roce 1975.

### Současnost
Okresní soud v Kumamotu dne 22. března 2024 zamítl žádosti o odškodnění ze strany neuznaných obětí nemoci Minamata vzhledem k uplynutí 20leté promlčecí lhůty.

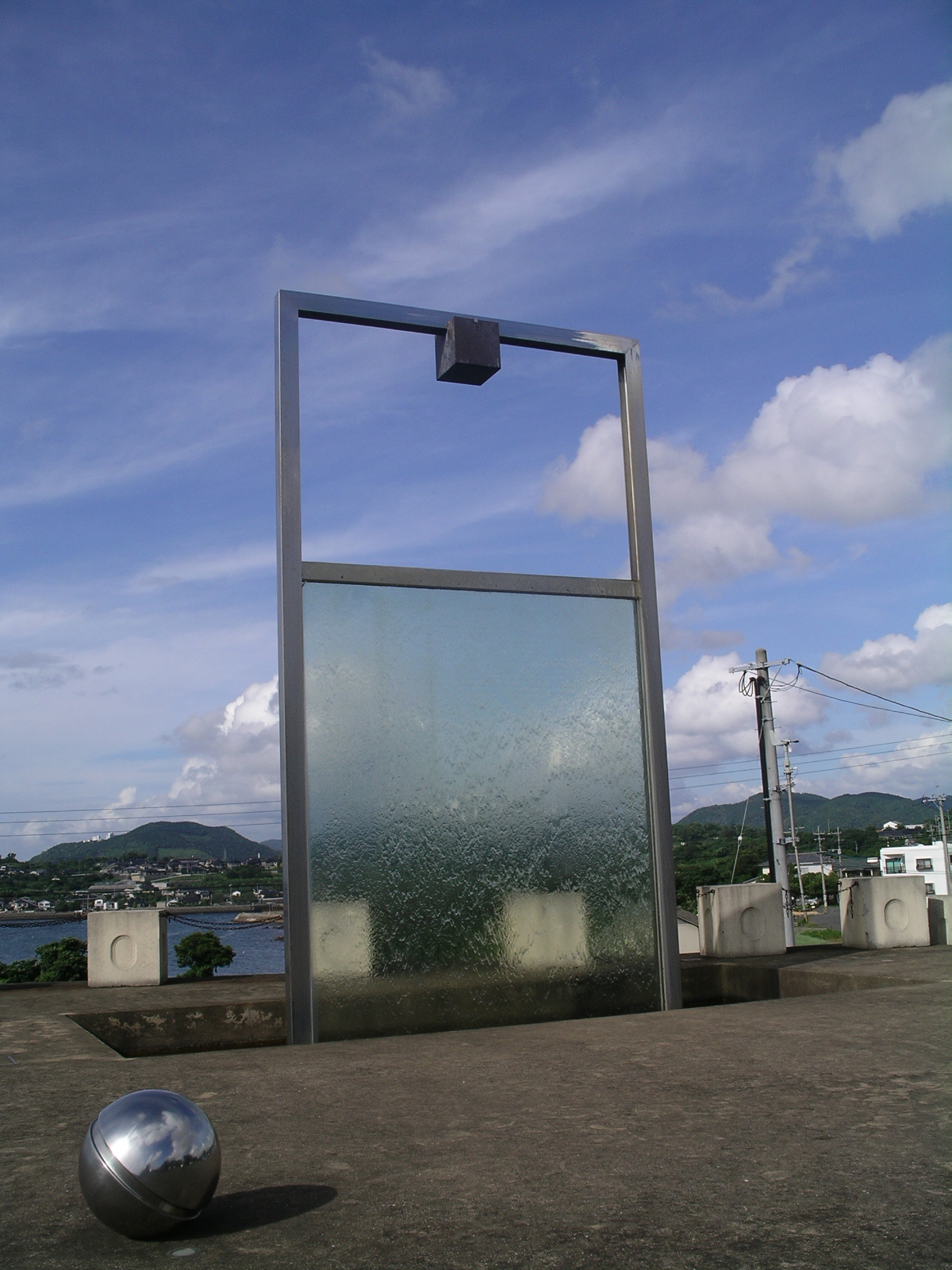
Památník v Městskému muzeu věnovaném Minamatské nemoci